# Paola (Sängerin)
Pagona Karamitsou (griechisch Παγώνα Καραμήτσιου, * 25. Juni 1982 in Thessaloniki), bekannt unter ihrem Künstlernamen Paola (Πάολα), ist eine griechische Sängerin.

## Karriere
Ihre Musikkarriere begann im Jahr 2005 mit der Veröffentlichung des Debüt-Albums Athoryva.
Der Song Gine Mazi Mou Ena wurde im Jahr 2014 von der türkischen Sängerin Ziynet Sali unter dem Titel Naparsan Yap gecovert. Außerdem wurde ihr Song Ti Se Pianei im Jahr 2015 von Serdar Ortaç und Otilia unter dem Titel Balım gecovert.
Weitere bekannte Songs von Paola wurden Auta Mou Eipe O Theos, Thymos oder I Agapi Ine Thiella.

## Diskografie

### Alben
- 2005: Athoryva
- 2008: Perasame Me Kokkino
- 2012: Gine Mazi Mou Ena
- 2013: I Moni Alitheia
- 2015: Krivo Alitia
- 2018: De Se Fovamai Ourane

### Livealben
- 2013: Live – Meta Ta Mesanihta
- 2017: Live

### Kompilationen
- 2013: Best Of (Οι Μεγαλύτερες Επιτυχίες)
- 2016: Ta Kalitera

### Singles (Auswahl)
- 2007: Giagia Kai Pappous (mit Sotis Volanis)[1]
- 2008: Kouventa Stin Kouventa
- 2012: Gine Mazi Mou Ena
- 2012: Ti Se Pianei
- 2012: Na Me Afisis Isihi Thelo
- 2012: I Agapi Ine Thiella (mit Vasilis Karras)
- 2014: Eho Mia Zoi
- 2015: Auta Mou Eipe O Theos
- 2016: Thymos
- 2020: Ametanoiti